# 広沢正孝
広沢 正孝（ひろさわ まさたか）は、日本の医学者・精神科医。順天堂大学教授。医学博士（順天堂大学・1992年）。

## 来歴
1985年東北大学医学部卒業。順天堂大学医学部精神医学教室にて精神医学の研修を受ける。1987年より2年間加納岩総合病院精神科（現在の日下部記念病院）にて地域性新医療を学んだのち、1989年より順天堂大学医学部附属順天堂越谷病院精神科に勤務する。永田俊彦元教授のもと臨床精神病理学を学び、1992年医学博士、1996年順天堂大学医学部講師となる。この間一貫して、急性期精神科医療と精神科リハビリテーション（病院デイケア）に携わる。1998年より順天堂大学医学部附属順天堂医院メンタルクリニックに勤務、2003年に順天堂大学スポーツ健康科学部助教授、医学部精神医学講座助教授となる。2003年11月順天堂大学スポーツ健康科学部教授となり、順天堂大学さくらキャンパス学生相談室室長を兼務している。

## 学会
- 日本精神病理学会評議員
- 日本総合病院精神医学会編集委員

## 著書
- 『成人の高機能広汎性発達障害とアスペルガー症候群 社会に生きる彼らの精神行動特性』医学書院、2010年11月。ISBN 9784260011006。

## 関連人物
- 永田俊彦